# New Haven (Illinois)
New Haven é uma vila localizada no estado americano de Illinois, no Condado de Gallatin.

## Demografia
Segundo o censo americano de 2000, a sua população era de 477 habitantes.
Em 2006, foi estimada uma população de 456, um decréscimo de 21 (-4.4%).

## Geografia
De acordo com o United States Census Bureau tem uma área de
3,2 km², dos quais 3,1 km² cobertos por terra e 0,1 km² cobertos por água.

## Localidades na vizinhança
O diagrama seguinte representa as localidades num raio de 24 km ao redor de New Haven.